# Kanarische Kiefer
Die Kanarische Kiefer (Pinus canariensis), auch Kanaren-Kiefer genannt, ist eine Pflanzenart aus der Gattung der Kiefern (Pinus) innerhalb der Familie der Kieferngewächse (Pinaceae). Sie ist auf den Kanarischen Inseln endemisch. Sie ist die wirtschaftlich wichtigste Baumart der Kanaren. Die Art ist ein Natursymbol der Insel La Palma.

## Beschreibung

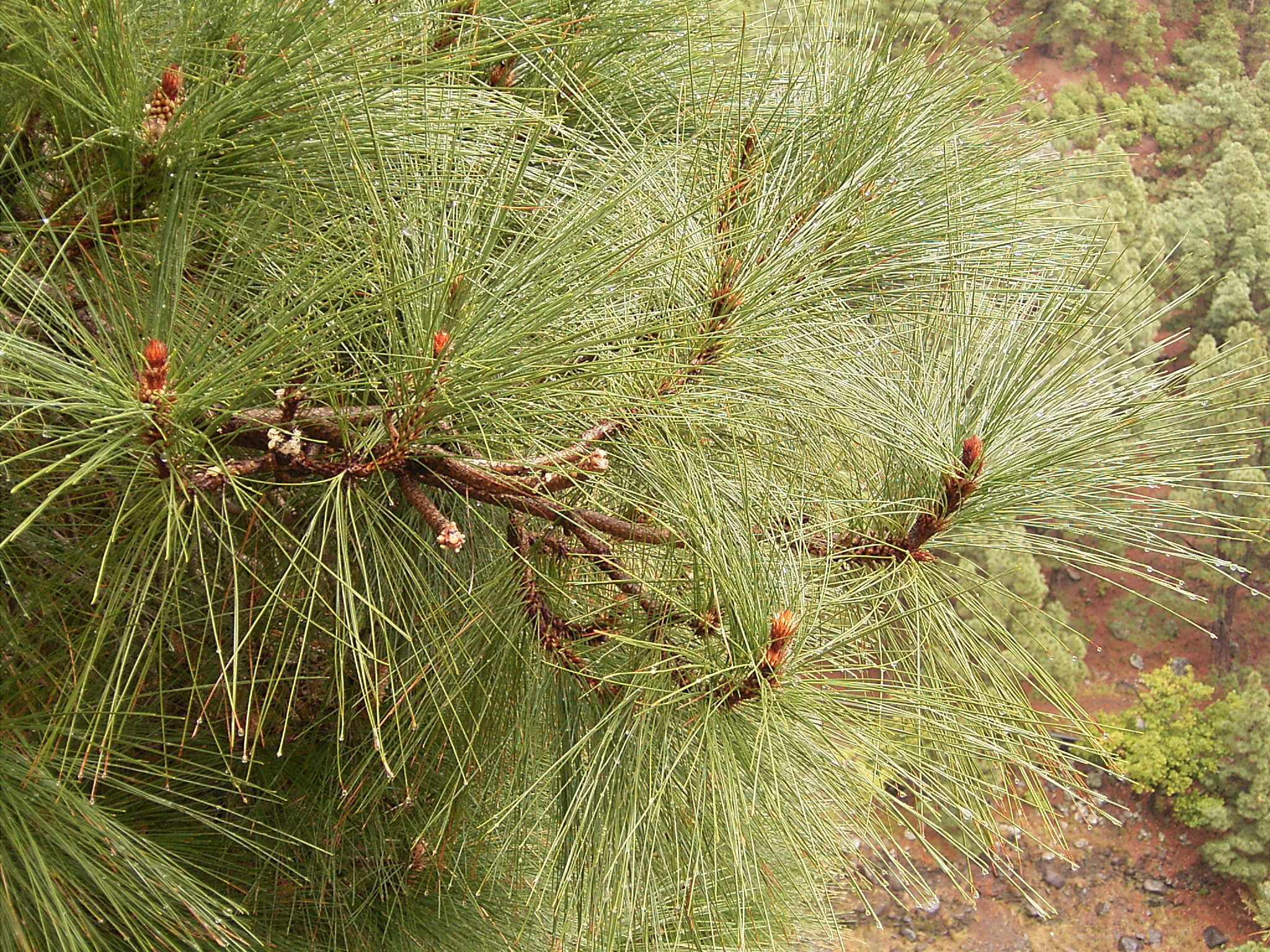
Nadeln

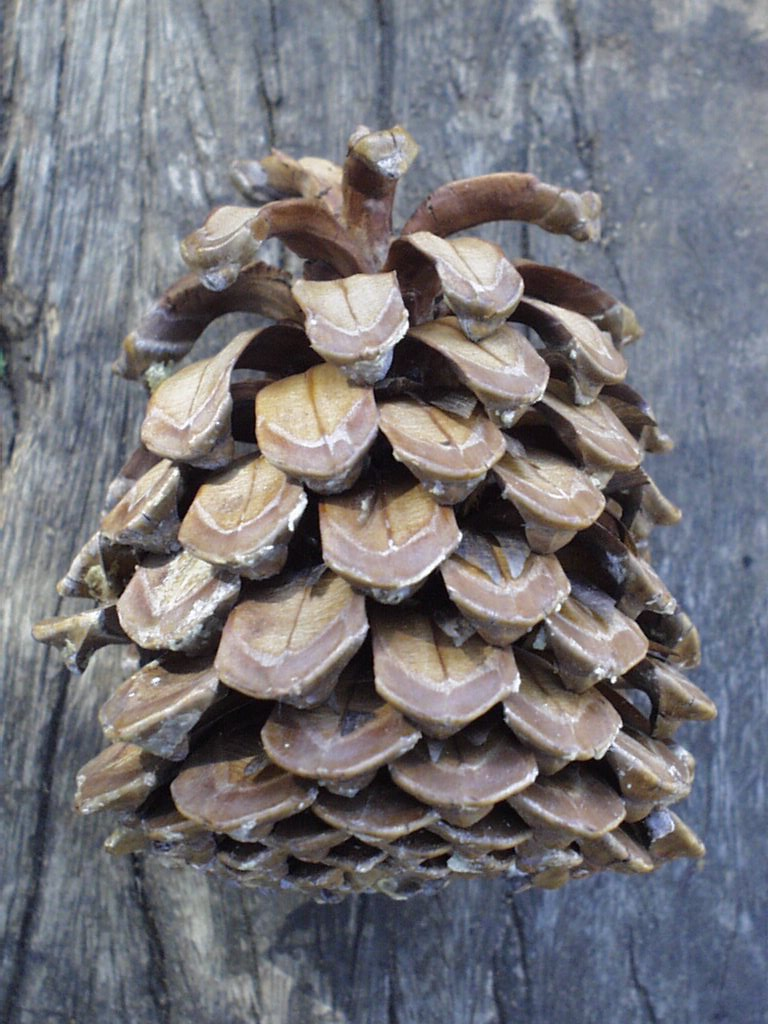
Reifer Zapfen

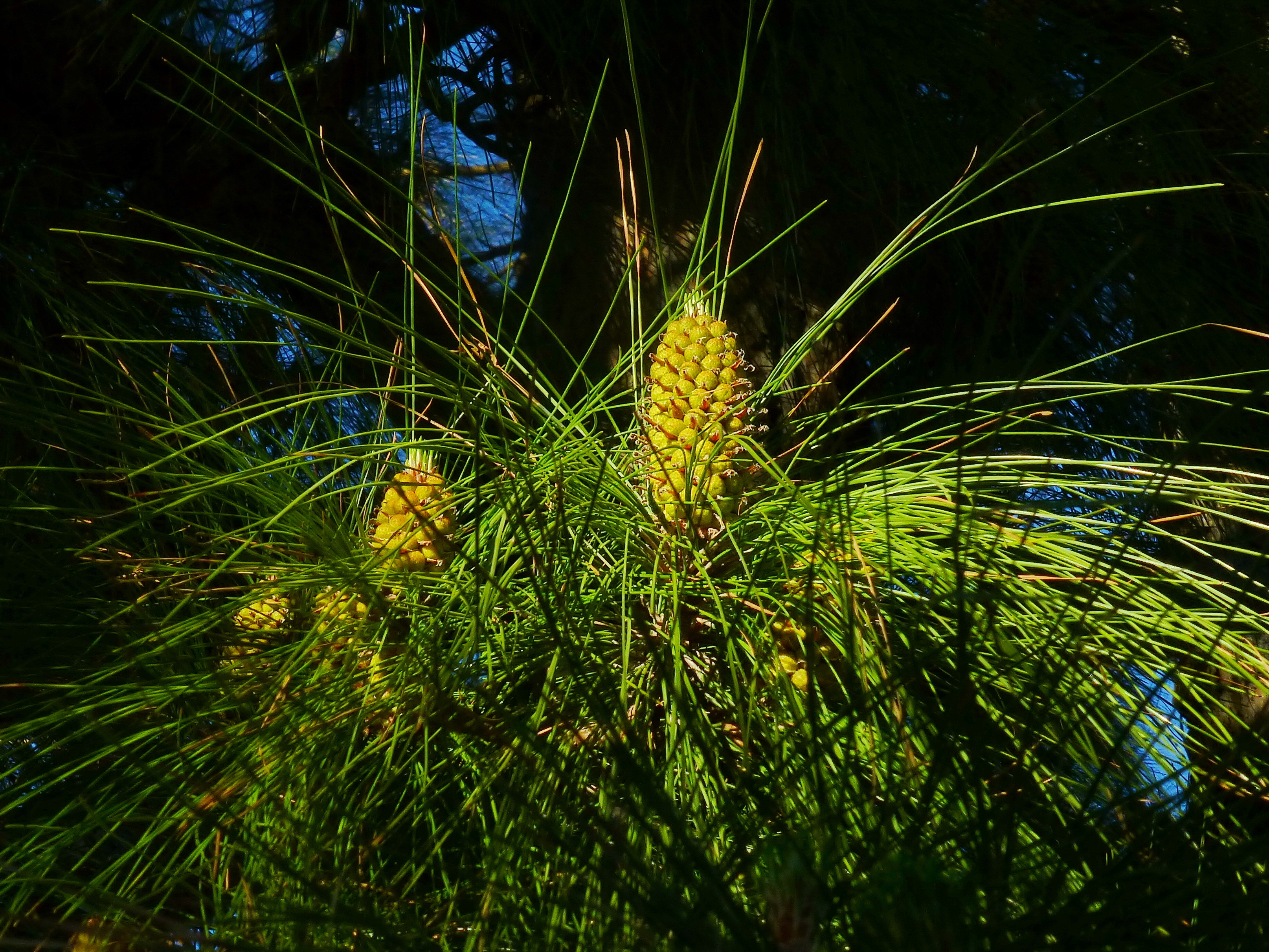
Männliche Blütenstände

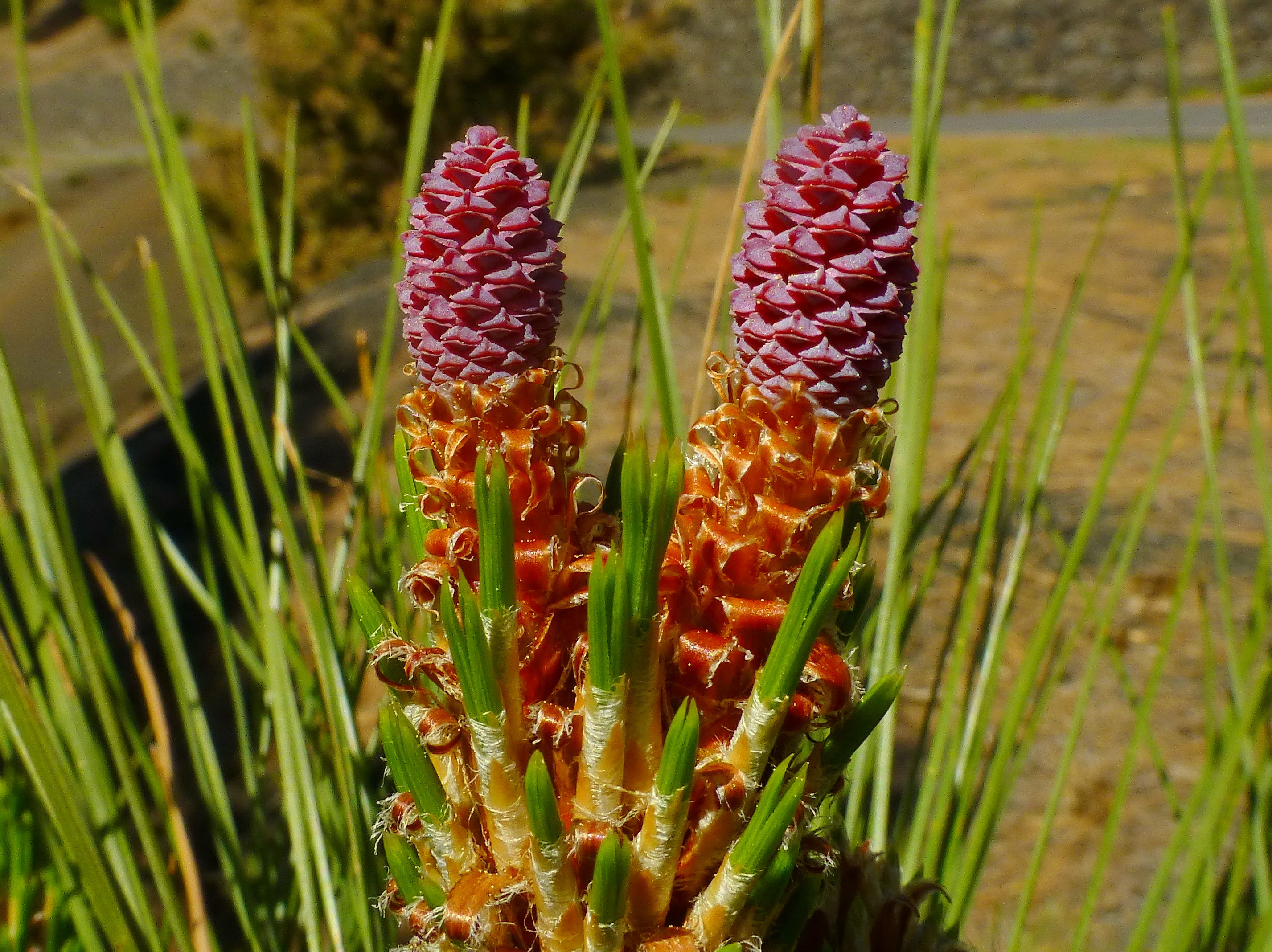
Weibliche Blütenstände

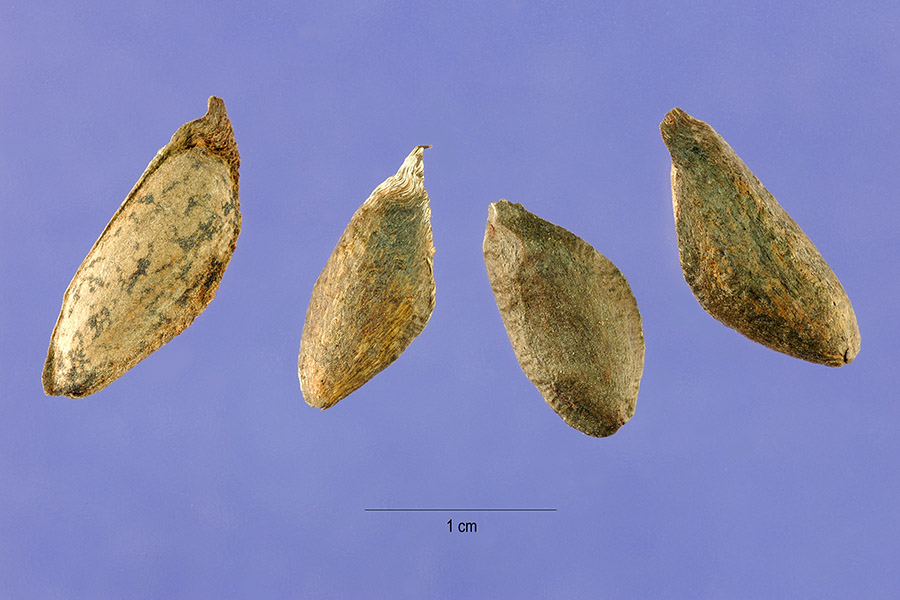
Samen

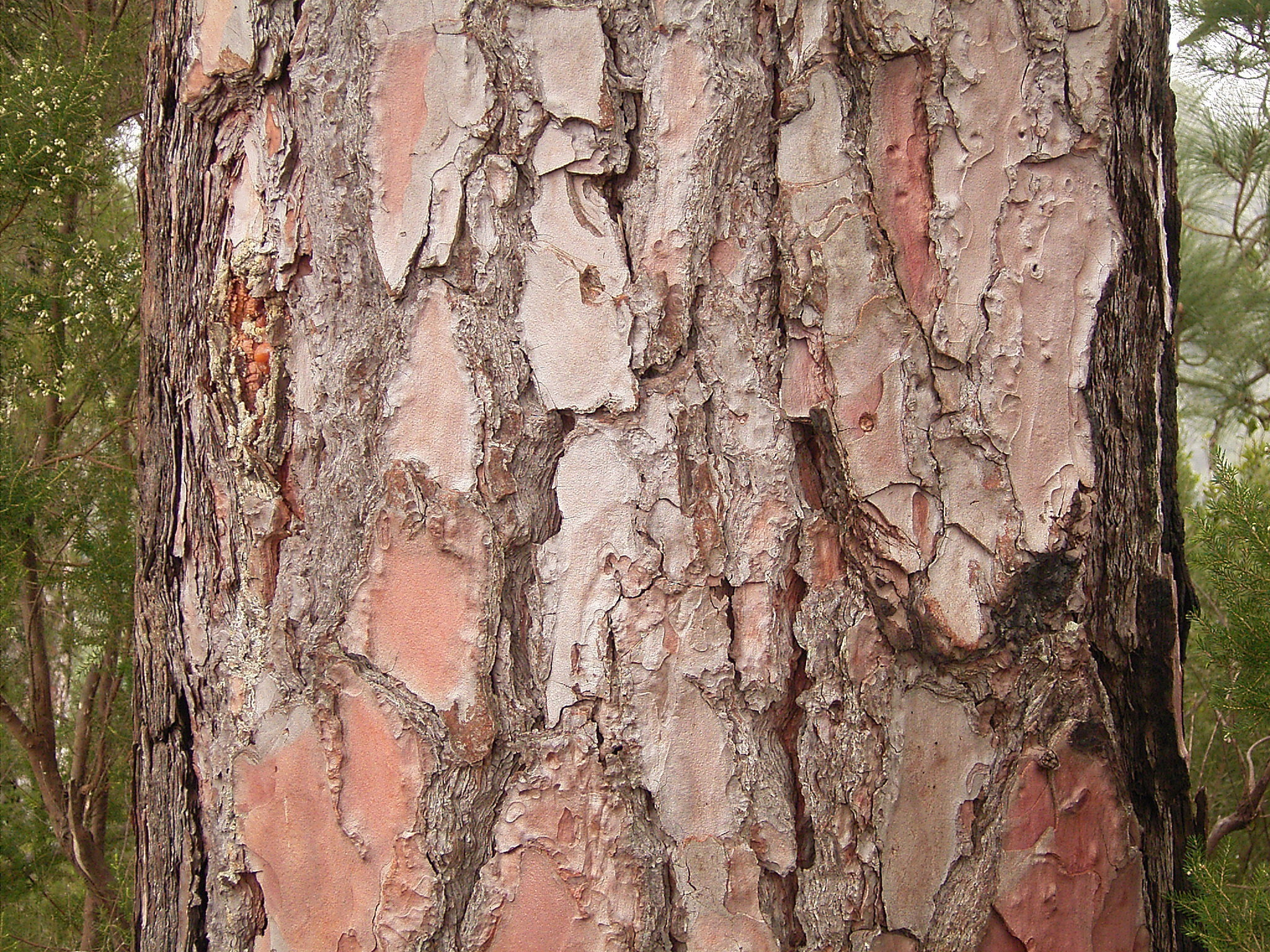
Rinde

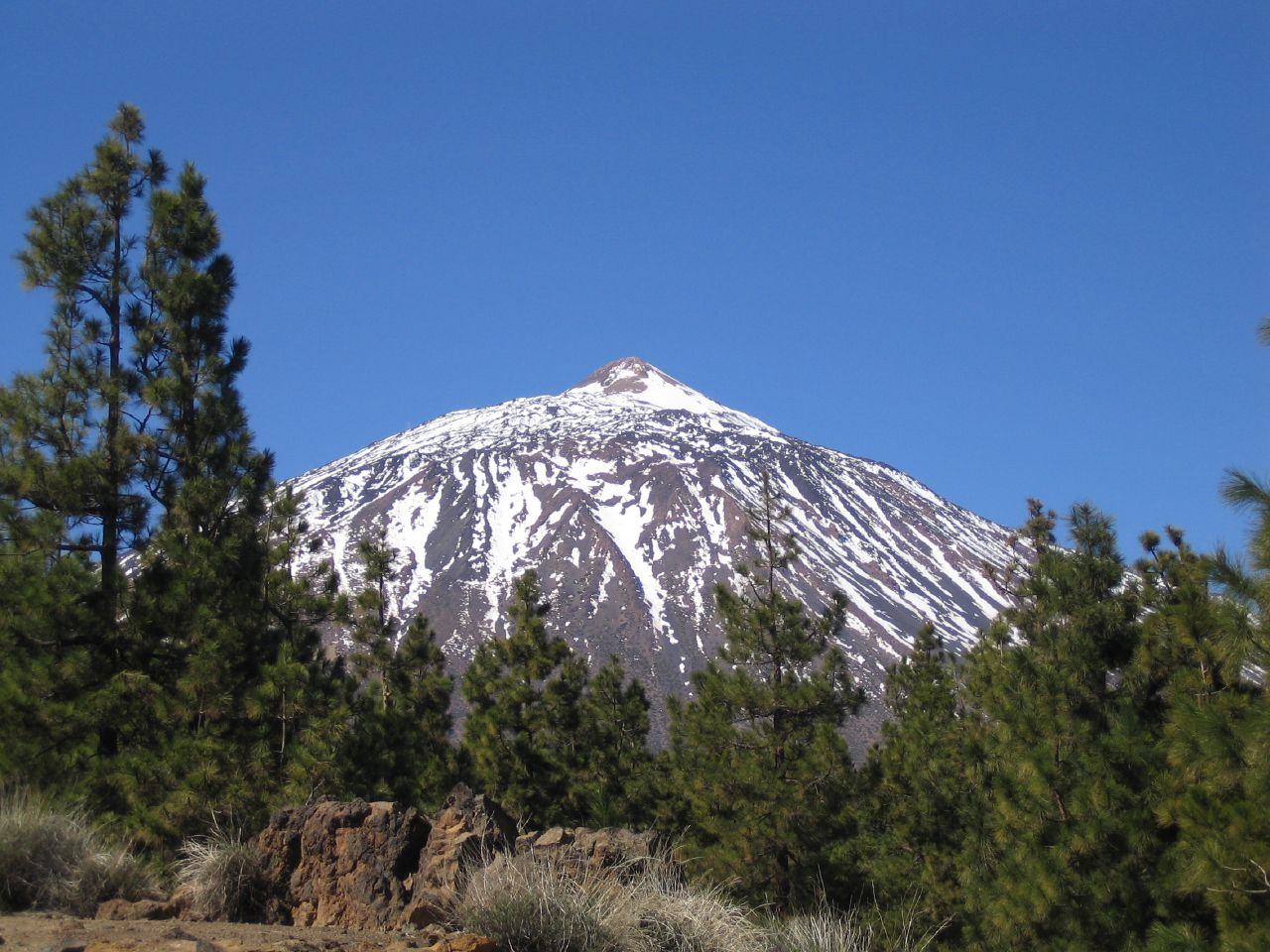
Kanarische Kiefer (Pinus canariensis) am Teide in Tenerife

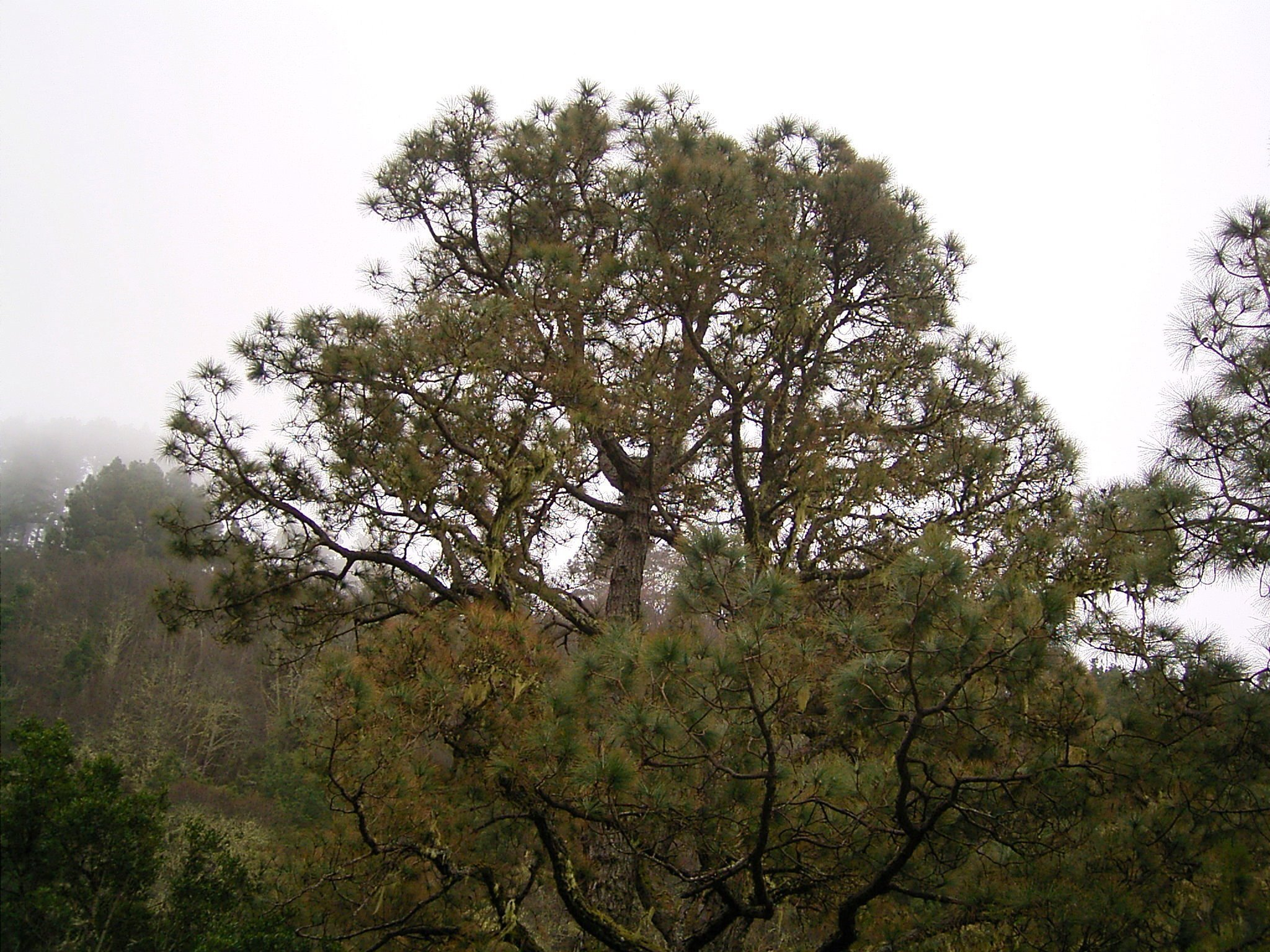
Kanarische Kiefer (Pinus canariensis)

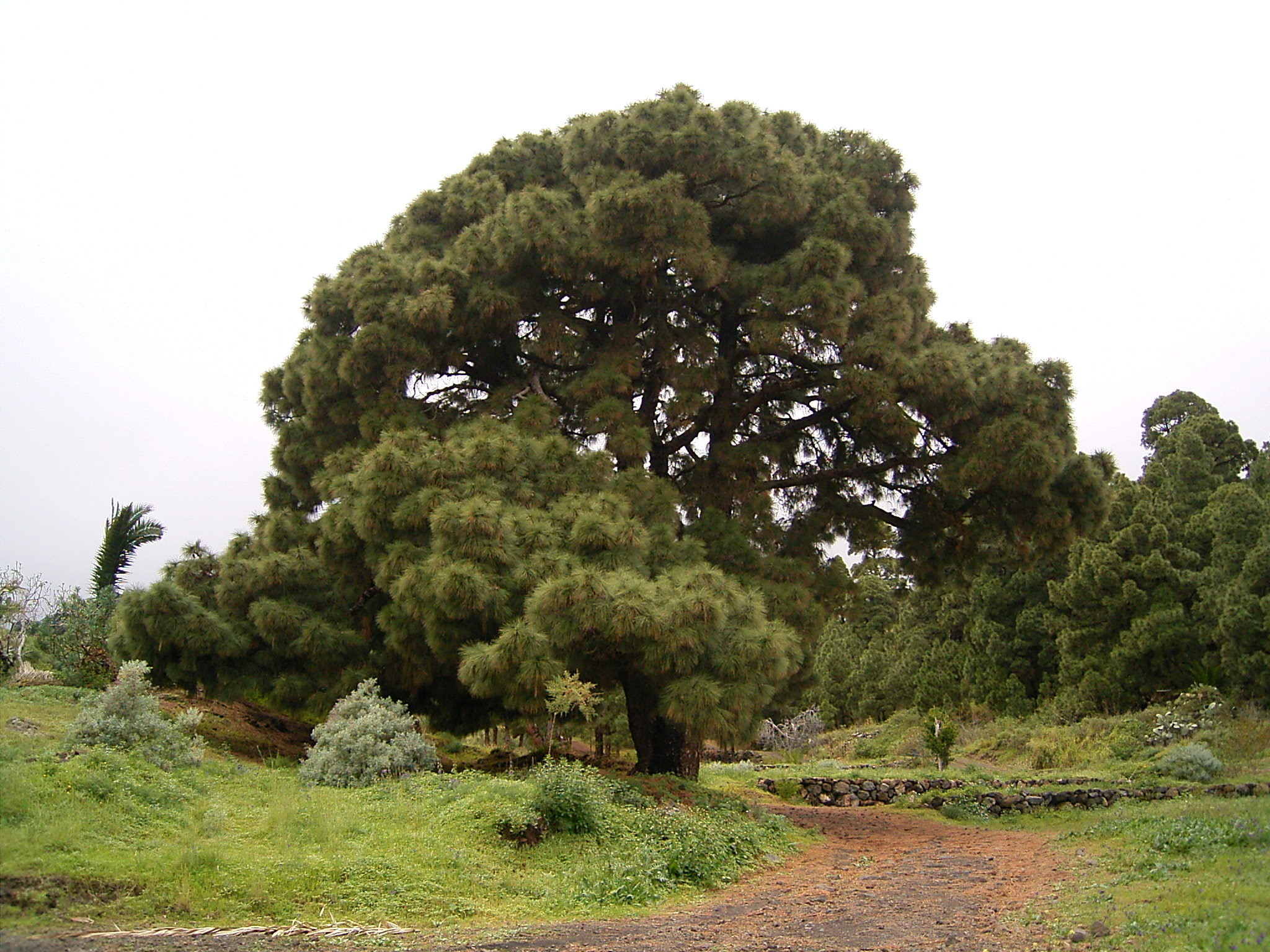
Kanarische Kiefer (Pinus canariensis)

### Habitus
Die Kanarische Kiefer ist ein immergrüner Baum, der Wuchshöhen von 15 bis über 55 Meter und Brusthöhendurchmesser von 50 bis über 250 Zentimeter erreicht. Im Südwesten Teneriffas findet sich ein 60 Meter hoher Baum mit einem Stammdurchmesser von 265 Zentimetern. Damit ist die Kanarische Kiefer die größte rezente Kiefer in der Alten Welt. Frei stehende Bäume besitzen eine breite und unregelmäßig geformte Krone. In dichten Beständen bildet sie eine schmale pyramidenförmige Krone aus. Jungtriebe werden zwischen 6 und 13 Millimeter dick. Sie ist in der Lage, zum Beispiel nach Waldbränden aus den Baumstümpfen, Stämmen und Ästen auszutreiben. Die Lebensdauer wird mit 250 bis 300, in Einzelfällen bis zu 600 Jahren angegeben. Als ältestes Exemplar gilt der Pino de la Virgen auf La Palma mit etwa 800 Jahren.

### Knospen und Nadeln
Die großen und dicken Winterknospen sind eiförmig bis zylindrisch geformt, spitz und nicht harzig. Sie sind von braunroten Schuppen bedeckt. Diese Schuppen werden 10 bis 16 Millimeter lang und 4 bis 5 Millimeter breit und besitzen eine freie zurückgebogene Spitze. Der Rand ist mit langen Wimpern versehen.
Die sehr biegsamen Nadeln stehen dicht an den Langtrieben. An 10 bis 20 Millimeter langen Kurztrieben stehen sie zu dritt. Sie werden 15 und 30 Zentimeter lang und rund 1 Millimeter breit. An Jungbäumen sind sie blaugrün und an Altbäumen grasgrün gefärbt. An Altbäumen sind sie zudem auffallend glänzend und hängen über. Die Nadeln sind zugespitzt und an den Rändern fein gesägt. Der Querschnitt ist dreiseitig, und auf jeder Seite befinden sich 1 bis 3 Spaltöffnungen. Die Nadeln verbleiben rund 2 bis 3 Jahre am Baum. Mithilfe der langen Nadeln ist die Art in der Lage, Nebelwolken „auszukämmen“, wodurch es zu einem zusätzlichen Niederschlag durch Kondenswasser kommt (siehe Nebelkondensation). Es werden so kleinräumig Niederschlagsmengen von rund 2.500 mm pro Jahr erreicht.

### Blüten, Zapfen und Samen
Die Kanarische Kiefer ist einhäusig-getrenntgeschlechtig (monözisch). Die Blütezeit erstreckt sich von März bis April. An der Basis von einjährigen Langtrieben können auf einer Fläche von rund 10 mal 6 Zentimeter bis zu 150 männliche Blütenzapfen stehen. Zu Beginn der Blütezeit sind sie grünlich gelb gefärbt und rund 3 Zentimeter lang. Zum Verblühen hin verfärben sie sich rötlich. Der Pollen ist gelb. Die weiblichen Blütenzapfen stehen meist einzeln oder zu zweit, selten in Quirlen an den Spitzen von Langtrieben. Sie sind grünlich rot gefärbt und biegen sich nach der Blüte nach unten. Die kurz gestielten Zapfen werden rund 7 bis 18 Zentimeter lang und 4 bis 8 Zentimeter dick. Sie reifen im Herbst des 2. bis 3. Jahres und sind dann glänzend braunrot gefärbt. Die Zapfenschuppen werden rund 4 Zentimeter lang und 2 Zentimeter breit. Bezüglich des Zapfenfalls werden zwei Typen unterschieden. Beim ersten Typ verbleiben die sterilen Schuppen am Zweig. Beim zweiten Typ löst sich der gesamte Zapfen vom Zweig. Die graubraunen bis schwärzlichen und oft gefleckten Samen werden rund 12 Millimeter lang und 6 Millimeter breit. Sie sind verkehrt eiförmig und besitzen einen 12 bis 25 Millimeter langen Flügel, dessen Rand leicht gewellt ist. Das Tausendkorngewicht liegt zwischen 62 und 169 Gramm. Die Sämlinge besitzen meist 7 bis 9 lange und dünne Keimblätter (Kotyledonen).

### Borke

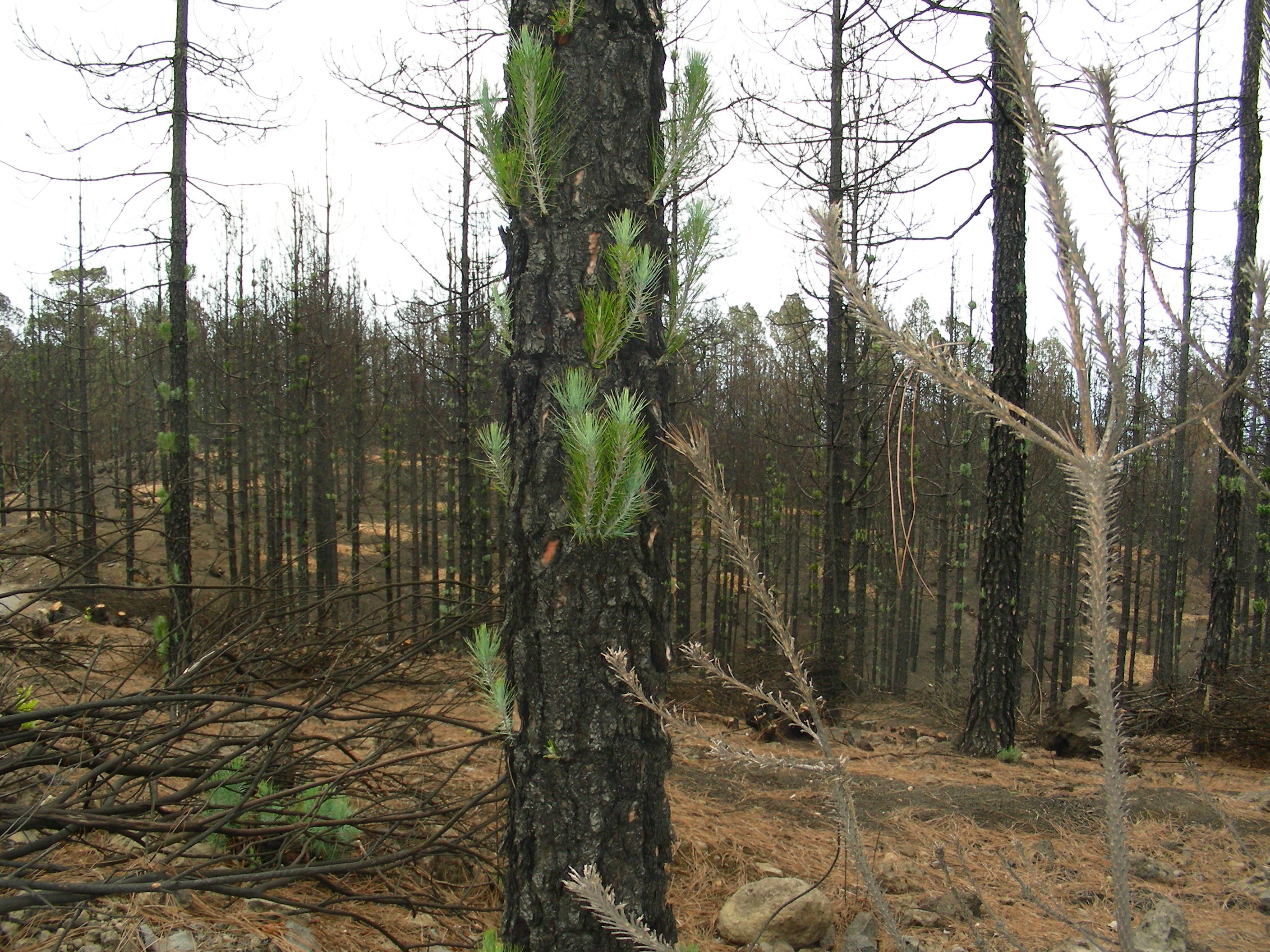
Eine Kanarische Kiefer kurz nach einem Waldbrand – Neue Triebe verweisen auf ihre Anpassung an die vulkanische Brandgefahr

Die dicke graue bis rotbraune Stammborke ist tief gefurcht und in schuppigen Platten aufgerissen. Bei Altbäumen kann die Borke aus bis zu 50 Schichten bestehen. Bei jungen Zweigen ist sie gelb und kahl. Sie verfärbt sich im 2. Jahr mattbraun. Bei Waldbränden verkohlt die Borke nicht, sondern verkrustet. Durch diesen Brandschutzmechanismus treibt die Kanarische Kiefer nach Waldbränden wieder aus.

### Wurzeln
Die Kanarische Kiefer bildet eine starke Pfahlwurzel aus, die tief in den Boden reicht. Es werden kräftige Seitenwurzeln gebildet, die auf flachgründigen Böden nur oberflächennah bleiben, aber auf tiefgründigen Böden auch sehr tief wachsen können. Die Art geht mit vielen Pilzarten, unter anderem mit 14 Arten der Risspilze (Inocybe), eine Mykorrhiza-Partnerschaft ein.

### Holz
Das harzreiche dunkelrotbraune Kernholz wird von einem hellen gelblichen Splint umgeben. Die Jahresringe sind deutlich zu erkennen. Das Holz der Kanarischen Kiefer ist im Vergleich zu anderen im Mittelmeerraum heimischen Kiefernarten schwer, hart und sehr dauerhaft. Das Splintholz hat bei einer Holzfeuchte von 12 % eine Rohdichte von 0,60 bis 0,75 g/cm³, eine Druckfestigkeit von 53 N/mm² und eine Biegefestigkeit von 116 N/mm². Das Kernholz hat bei einer Holzfeuchte von 12 % eine Rohdichte von 0,92 bis 1,14 g/cm³, eine Druckfestigkeit von 47 N/mm² und eine Biegefestigkeit von 124 N/mm².

### Endemisch und Monokultur
Die Kanarische Kiefer unterlag seit ihrer Existenz auf den Kanarischen Inseln einem hohen Evolutionsdruck infolge der wiederkehrenden Vulkanausbrüche und den damit verbunden verheerenden Feuern (nach Anke Jentsch, Forschungsgebiet Gestörte Ökosysteme). Die endemische Kanarische Kiefer widersteht den Feuern, indem sie ihre Stammesknospen unter ihrer sehr dicken Borke gegen die Flammen schützt. Kurze Zeit nach Beendigung des Brandes treiben die Knospen wieder aus dem schwarzverkohlten Stamm heraus. Die Kiefern dominierten damit in brandgefährdeten Wäldern andere Arten und werden zu den Pyrophyten gerechnet.
In manchen Gebieten der Kiefernwälder auf La Palma haben sich natürliche Reinbestände herausgebildet, die in der Natur sehr selten auftreten. Die unter den Kiefern im Laufe der Zeit sich ansammelnde dicke Schicht von Kiefernnadeln, die auch nur langsam verrotten, wirken bei Waldbrand wie Brandbeschleuniger, die das Anwachsen anderer Arten in der Fläche verhindern.

### Chromosomenzahl
Die Chromosomenzahl beträgt 2n = 24.

## Verbreitung und Standort

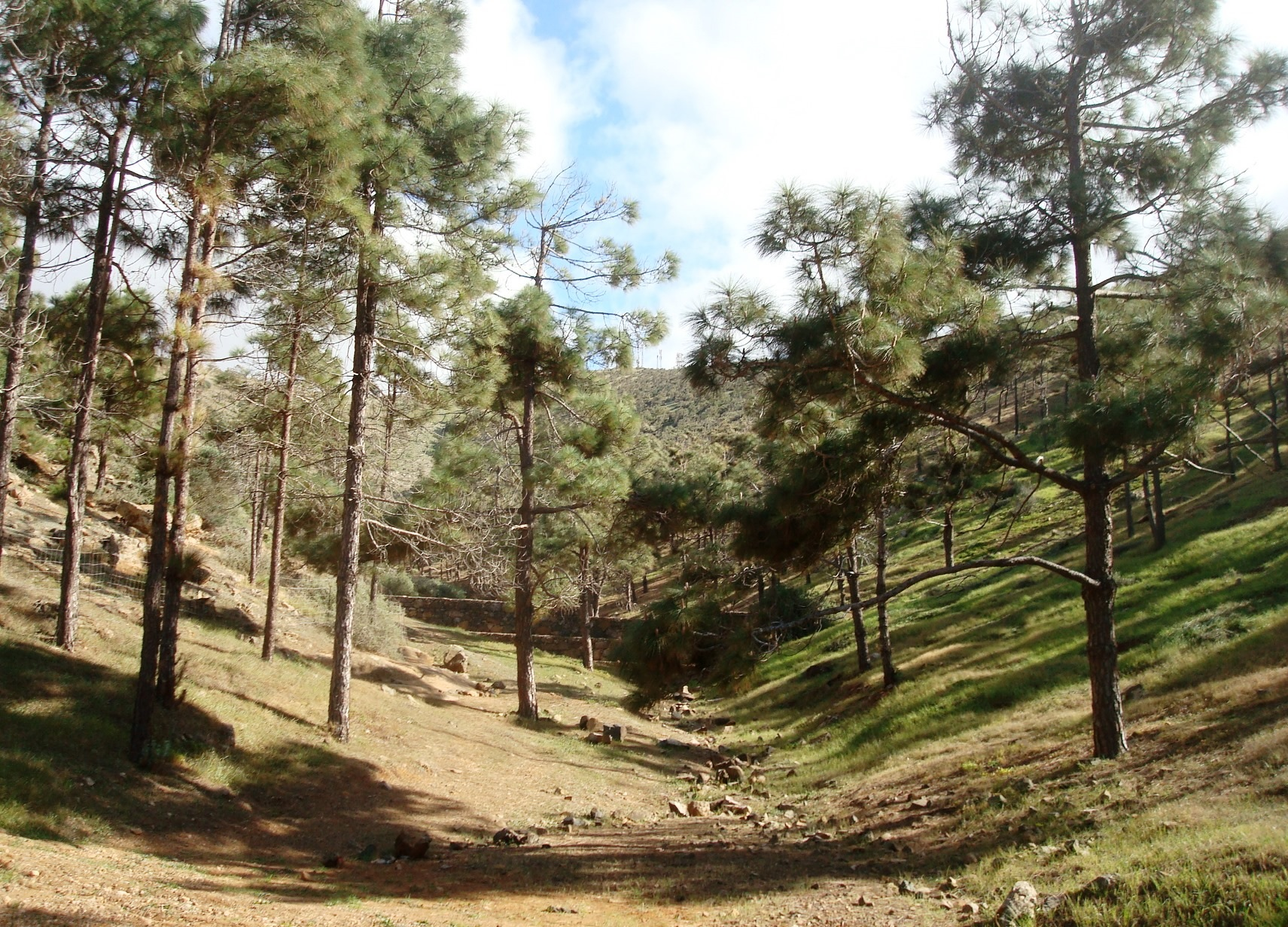
Anpflanzung Kanarischer Kiefern im Parque Rural de Betancuria / Castillo de Lara – dem einzigen Wald auf Fuerteventura

Die Kanarische Kiefer ist auf den Kanarischen Inseln endemisch. Man findet sie auf den Inseln Gran Canaria, Teneriffa, La Palma, La Gomera und El Hierro. Das natürliche Verbreitungsgebiet umfasst rund 50.000 Hektar Waldfläche. Auf den Inseln Fuerteventura und Lanzarote fehlt die Art völlig. Sie wird im nördlichen Mittelmeerraum, den südlichen USA, in Südamerika, Australien und in Neuseeland als Zierbaum angepflanzt. In Nord- und Südafrika wird sie als Forstbaum angepflanzt.
Die Kanarische Kiefer ist eine Baumart des trockenen subtropisch-mediterranen Klimas, das auf den Kanaren vor allem durch den Nordost-Passat geprägt wird. Im Winter ist die Feuchtigkeit gleichmäßig, und im Sommer herrscht eine beständige Hitze- und Trockenperiode vor. Die mittleren Jahrestemperaturen liegen zwischen 11 und 19 °C. Die Extremtemperaturen schwanken zwischen −6 und 40 °C. Ausgedehnte Wälder wachsen vor allem in der Nebelwolkenzone. Die Art benötigt eine Jahresniederschlagsmenge von mindestens 300 mm. Es werden vor allem Andosol-Braunerde- und vulkanische Rohböden besiedelt. Sie ist eine Pionierbaumart auf jungen Lavaböden. Der pH-Wert sollte unter 7,5 liegen. Man findet sie in Höhenlagen von 300 bis 2.300 Metern. In Mitteleuropa ist die Kanarische Kiefer nicht winterhart.
An Begleitpflanzen werden in tieferen Lagen die Baumheide (Erica arborea) und der Gagelbaum (Myrica faya) genannt. In der mittleren Zone, in Höhenlagen von 1.400 bis 1.900 Metern herrscht die Geißkleeart Cytisus proliferus vor. Sie wird in höheren Lagen vom Klebrigen Drüsenginster (Adenocarpus viscosus), von Adenocarpus foliolosus und vom Teideginster (Cytisus supranubius) abgelöst. Besonders auf Waldbrand- und Rodungsflächen tritt die Beinwellblättrige Zistrose (Cistus symphytifolius) vermehrt als Begleitpflanze auf.

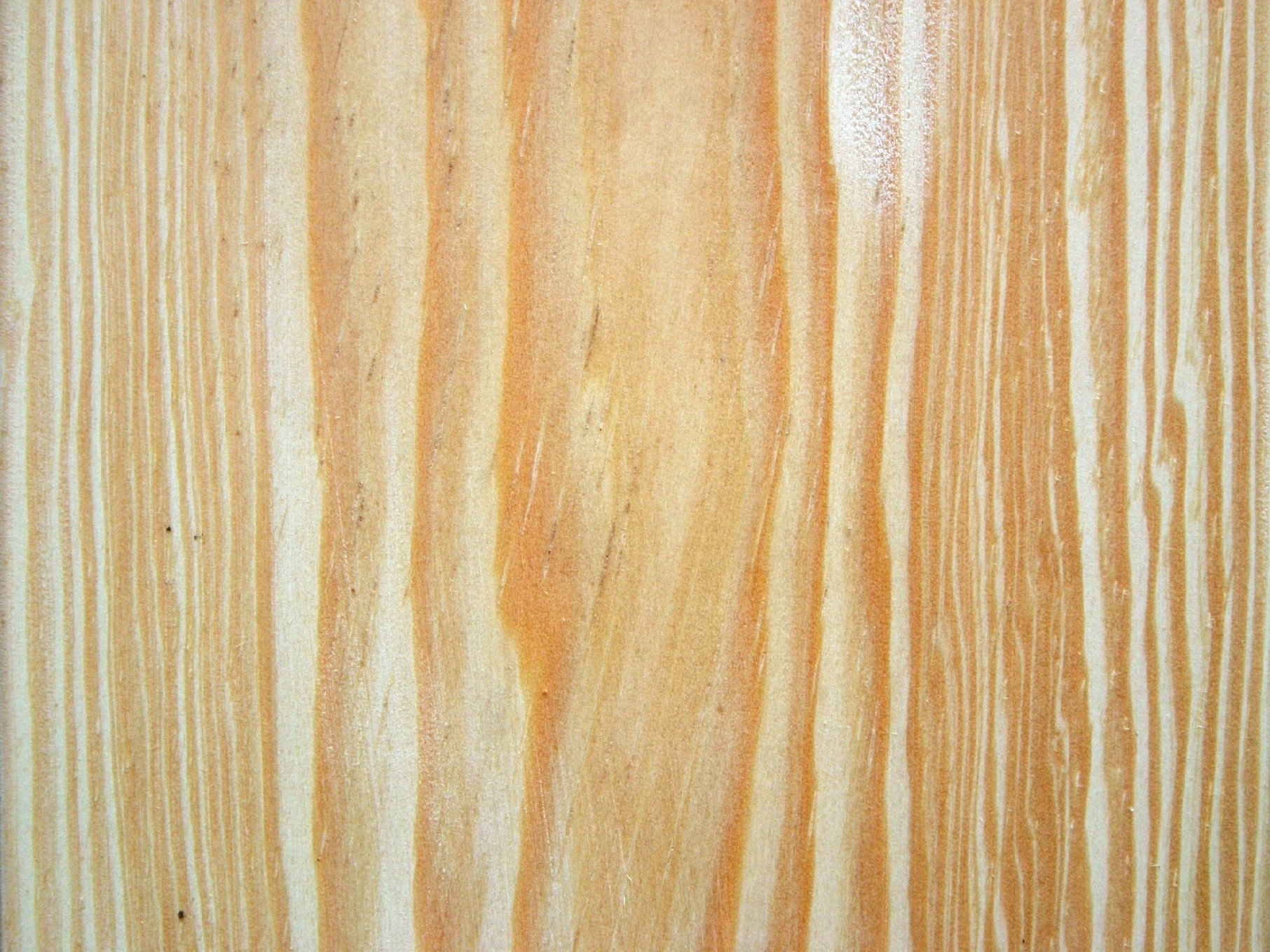
Holz

## Nutzung
Das Kernholz, auch „Tea Holz“ genannt, war jahrhundertelang ein begehrtes Baumaterial. Aus ihm wurden Schiffe, Windmühlen, Weinfässer, Kisten usw. gefertigt. Viele private und öffentliche Gebäude auf den Kanaren zieren Balkone, Türen, Fenster, Zimmerdecken und Balken aus diesem robusten Material. Um aus dem harzreichen Holz Teer zum Kalfatern der Schiffe zu gewinnen, wurden uralte Pinien in speziellen Öfen (horno de brea) verschwelt.
Es ist umstritten, wie wichtig das durch die Nadeln „ausgekämmte“ Nebelkondenswasser für den Wasserhaushalt der Inseln ist, da ein Großteil dieses Wassers oberflächig abrinnt. Die Nadelstreu wurde früher zum Verpacken der auf den Kanaren angebauten Bananenart Musa acuminata herangezogen. Es findet heute noch Verwendung als Einstreumittel in Viehställen und gehäckselt als Kompost.

## Krankheiten und Schädlinge
Am natürlichen Standort wird die Kanarische Kiefer kaum von Krankheiten und Schädlingen bedroht. Gelegentlich werden die Nadeln von einem Rostpilz aus der Gattung Coleosporium befallen. Angepflanzte Bestände in Indien erwiesen sich als sehr anfällig gegenüber dem Blasenrosterreger Cronartium himalayense. In Südafrika wurden der Wurzelfäule auslösende Pilz Rhizina undulata und der Nadelpilz Dothistroma pini nachgewiesen. In den USA wurde eine schwache Resistenz gegenüber dem Rostpilz Cronartium comandrae nachgewiesen. Bestände in Italien sind dort weniger häufig durch die Umfallkrankheit betroffen als andere Kiefernarten. Auf Befall mit der Kiefernschildlaus (Matsucoccus josephi) reagierte die Art in israelischen Anbauten mit der Bildung eines Wundperiderms, das die weitere Entwicklung des Schädlings verhinderte. Die Art ist besonders anfällig gegenüber dem Pinien-Prozessionsspinner (Thaumetopoea pityocampa).
Vor allem in über 40-jährigen Beständen kommt es immer wieder zu Waldbränden, die großteils durch den Menschen ausgelöst werden. Die schlecht verrottende Nadelstreu fördert dabei die Ausbreitung des Feuers. Altbäume überstehen diese Brände aufgrund ihrer dicken Borke meist unbeschadet. Sie sind außerdem in der Lage, aus Ästen und Stämmen mit Langtrieben neu auszutreiben.

## Systematik
Die Kanarische Kiefer wird innerhalb der Gattung der Kiefern (Pinus) der Untergattung Pinus, der Sektion Pinus und der Subsektion Pinaster zugeordnet. Die Chromosomenzahl beträgt 2n = 24. Die nächstverwandte Art ist die im Himalaya heimische Pinus roxburghii. Wahrscheinlich haben die beiden Arten dieselben Vorfahren. Anhand von DNA-Analysen wurde eine phylogenetische Verwandtschaft mit der Pinie (Pinus pinea) nachgewiesen. Am natürlichen Standort werden anhand von Form, Beastung, Kronenausbildung und Borkenbildung verschiedene Phänotypen unterschieden, was auf eine genetisch bedingte Variation schließen lässt. Besonders groß ist die morphologische Variation bei den Zapfen, die von der Höhe, Temperatur und Feuchtigkeit abhängt. Es ist noch ungeklärt, ob die einzelnen Populationen auf den Kanarischen Inseln verschiedene Rassen darstellen.

### Hybriden
Eine künstliche Kreuzung gelang bisher nur mit der Emodi-Kiefer (Pinus roxburghii), wobei aber Unverträglichkeitsreaktionen erkennbar waren. So wurden die Samen der Hybriden nur halb so schwer wie die Samen der Elternarten.